# Tomás de Irlanda
Tomás de Irlanda (siglo XIII - antes de 1338), conocido también como Thomas Hibernicus (no confundir con el fraile franciscano Tomás de Hibernia, que murió alrededor de 1270), fue un escritor medieval escolástico irlandés. La fama de Tomás de Irlanda no se debe a que fuera un autor original, sino a que fue un autor de antologías y de índices alfabéticos.

## Vida
Tomás fue estudiante del Colegio de Sorbona en París y magister artium (maestro en humanidades) alrededor de 1295. En los primeros manuscritos de su Manipulus en 1306 aparece citado como miembro del Colegio de la Sorbona. Se cree que murió antes de 1338.

## Obras

### Manipulus florum
Tomás fue el autor de tres breves tratados de exégesis teológica y bíblica, y el compilador del Manipulus florum (Ramo de flores). Esta última obra es un florilegio en latín, que ha sido descrito como una "colecció de unos 6,000 extractos de la Patrística y de unos pocos autores clásicos". Tomás compiló esta colección a partir de libros de la biblioteca de la Sorbona, "y a su muerte legó sus libros y dieciseis libras parisinas al colegio".
Aunque Tomás fue en principio miembro del clero secular, su antología tuvo mucho éxito porque "se adaptaba bastante a las necesidades de los nuevos órdenes mendicantes ... [para] ... localizar citas ... relevantes para cualquier tema que quisieran tratar en sus sermones."  De hecho, Boyer ha demostrado que muy poco después que el Manipulus fuera acabado un dominico francés lo usó para componer una serie de sermones que ha llegado a nuestros días. No obstante, Nighman ha argumentado que, aunque la obra fue usada seguramente por predicadores, la intención de Tomás de Irlanda no era escriure una herramienta para ayudar a la predicación, sino más bien una herramienta para ayudar a los estudiantes universitarios, especialmente aquellos que pretendían hacer una carrera eclesiástica que implicara el cuidado de las almas.
Tomás de Irlanda fue también uno de los pioneros de la tecnología de la información medieval, ya que incluyó índices alfabéticos y referencias cruzadas. Esto explica en parte el gran éxito que tuvo esta obra. El Manipulus florum sobrevive en unos ciento noventa manuscritos, y fue impreso por primera vez en 1483. Fue impreso veintiséis veces durante el siglo XVI, y once veces durante el s. XVII. Incluso en el s. XIX se publicaron ediciones en Viena y Turín.

### Otras obras
Tomás fue también el autor de otras tres obras: 
1. De tribus punctis religionis Christiane (Sobre los tres principales puntos de la religión cristiana), alrededor de los deberes del clero secular.
2. De tribus hierarchiis (Sobre las tres jerarquías), que desarrolla ideas de jerarquía expresadas al final de De tribus punctis.
3. De tribus sensibus sacre scripture (Sobre los tres sentidos de la Sagrada Escritura), alrededor de los cuatro sentidos de la Biblia.

Las dos últimas obras sobreviven en 3 y 8 manuscritos respectivamente.

## Literatura
- Hauréau, J.B., "Thomas d’Irlande." En Histoire littéraire de la France 30. París. 1888. Pp. 398–408. (en francés)
- Clark, James G. "Hibernicus, Thomas (c.1270–c.1340)". Oxford Dictionary of National Biography. Oxford University Press. 2004. (en inglés)